# Emilio Osorio Marcos
Emilio Osorio Marcos   (Ciutat de Mèxic, 24 de novembre de 2002) es un actor i cantant mexicà, conegut per interpretar a Aristóteles Córcega a Mi marido tiene familia (2017), Mi marido tiene más família (temporada 2) i Juntos el corazón nunca se equivoca (2019).
És fill del productor mexicà Juan Osorio i la vedette cubana Niurka Marcos.

## Biografia
Va debutar com a actor el 2013 a Perquè l'amor mana, on també va mostrar el seu talent en cant i ball. Jorge Salinas. On a l'any següent, també va participar en l'obra musical.
El 2015, va tenir un paper a la sèrie Com diu la dita interpretant Ramon en l'episodi «No jutgis els teus semblants». El 2016 va participar en Somni d'amor.
El 2017 es va integrar a l'elenc de Mi marido té família on comparteix crèdits amb René Casados i Gabriela Platas i interpreta Aristòtil Còrsega Castañeda, un jove amb problemes d'autoestima i dèficit d'atenció, que aconsegueix tirar endavant malgrat les situacions que li presenta la vida. Gràcies a aquest personatge, ell s'ha donat a conèixer a causa de la seva relació homosexual dins de la trama que viu. A més va participar en l'obra musical de ''El meu marit té més família'' anomenada "Aristemo el musical".
Ha llançat diversos senzills promocionals per al seu primer àlbum d'estudi com «Jocs d'amor», «Llavis de mel», «Divendres una altra vegada» i «Bronzejats d'amor». El 2019 s'uneix a l'elenc de Juntos el corazón nunca se equivoca, on comparteix crèdits amb Joaquín Bondoni i novament interpreta el mateix personatge d'Aristòtil Còrsega.

## Filmografia

### Televisió
| Any       | Títol                               | Personatge                    | Notes                              |
| --------- | ----------------------------------- | ----------------------------- | ---------------------------------- |
| 2013      | Porque el amor manda                | Quico Cárdenas                |                                    |
| 2014–2015 | Mi corazón es tuyo                  | Sebastián Lascuráin Diez      |                                    |
| 2015      | Como dice el dicho                  | Ramón                         | Cap. «No juzgues a tus semejantes» |
| 2016      | Sueño de amor                       | Kiko Gallo                    |                                    |
| 2017–2019 | Mi marido tiene familia             | Aristóteles Córcega Castañeda |                                    |
| 2019      | Juntos el corazón nunca se equivoca | Aristóteles Córcega Castañeda |                                    |
| 2019      | Alma de ángel                       | Aristóteles Córcega Castañeda | Cap. «Esmeralda (La medium)»       |
| 2019      | Soltero con hijas                   | Ell mateix                    | Convidat - 2 capítols.             |
| 2021      | ¿Qué le pasa a mi familia?          | Eduardo "Lalo" Rueda Torres   |                                    |
| 2022      | El último rey                       | Joven Alejandro Fernández     |                                    |
| 2023      | La casa de los famosos México       | Participant                   | 5ᵗᵒ Finalista                      |

## Discografia

### Sencills
- «Coro de amor» (con Karol Sevilla)[21]
- «Hoy me tengo que ir»[22]
- «Danzón»[23]
- «Danzón»

### Àlbums d'estudi
- Emilio (2019)

## Teatre
| Any  | Títol               | Personatge                    |
| ---- | ------------------- | ----------------------------- |
| 2015 | Mi corazón es tuyo  | Sebastián Lascuráin Diez      |
| 2019 | Aristemo el musical | Aristóteles Córcega Castañeda |

## Premis i nominacions
| Any  | Premi                     | Categoria            | Treballs nominats                   | Resultat  |
| ---- | ------------------------- | -------------------- | ----------------------------------- | --------- |
| 2015 | Kids Choice Awards México | Revelació Preferida  | Mi corazón es tuyo                  | Nominat   |
| 2018 | Tv Adicto Golden Awards   | Revelació masculina  | Mi marido tiene más familia         | Guanyador |
| 2019 | Premios TVyNovelas        | Millor Actor Juvenil | Mi marido tiene más familia         | Nominat   |
| 2019 | Premios Eres              | Millor Actor         | Mi marido tiene más familia         | Guanyador |
| 2019 | Premios Eres              | Millor Petó          | Mi marido tiene más familia         | Guanyador |
| 2019 | E! Online TV's Top Couple | Millor Parella       | Mi marido tiene más familia         | Guanyador |
| 2019 | MTV Millennial Awards     | Parella en llamas    | Mi marido tiene más familia         | Nominat   |
| 2019 | E! Online TV Scoop Awards | Millor Rendiment     | Juntos el corazón nunca se equivoca | Guanyador |
| 2019 | Kids Choice Awards México | Actor Preferit       | Mi marido tiene más familia         | Guanyador |
| 2019 | Kids Choice Awards México | Ship preferit        | Mi marido tiene más familia         | Guanyador |
| 2020 | Premios Nova Más          | Millor Petó          | Mi marido tiene más familia         | Guanyador |
| 2020 | Kids Choice Awards México | Actor Preferit       | Juntos el corazón nunca se equivoca | Nominat   |
| 2020 | BreakTudo Awards          | Ship de ficció       | Juntos el corazón nunca se equivoca | Nominat   |
| 2020 | Premios TVyNovelas        | Petó més deliciós    | Juntos el corazón nunca se equivoca | Guanyador |
| 2020 | Premios TVyNovelas        | Parella Preferida    | Juntos el corazón nunca se equivoca | Guanyador |
| 2020 | Premios TVyNovelas        | Estrella influencer  | Ell mateix                          | Nominat   |